# Nikom Rayawa
Nikom Rayawa (thaï : นิคม รายยวา; RTGS: Ni-khom Raiyawa), né le 9 avril 1944 à Had Sia dans la province de Sukhothai, est un écrivain thaïlandais.
C'est un des rares auteurs thaïlandais à être publié en anglais, en français et en allemand ainsi qu'en japonais et en malais.
Il reçoit en 1988 le prix des écrivains de l'Asie du Sud-Est (S.E.A Write Award).
Il passe le plus clair de son temps dans sa plantation d'hévéas dans l'extrême-sud de la Thaïlande.

## Œuvres
Il est l'auteur de :
- Un homme sur l'arbre (คนบนต้นไม้), nouvelle publiée dans Tawan, le bulletin de l'Université de Thammasat, 1967 ; réédité en 1984.
- Le plongeur.
- La lutte, nouvelle.
- Salamandre sur branche pourrie (ตะกวดกับคบผุ ; Takouap Kap Koppou ; pas encore traduit en français), son premier roman qui obtient en 1984 un prix de compensation de la Commission Littéraire de l'UNESCO[1].
- L'empailleur de rêves ( (ตลิ่งสูง ซุงหนัก ; Taling soung soung nak ;Pentes raides, troncs lourds) , prix du meilleur livre 1984 décerné par la Commission Littéraire de l'UNESCO ; roman traduit en anglais (High Banks,Heavy Logs, Penguin, 1991), en allemand (Steile Ufer, schwere Stämme: ein Roman aus dem Norden Thailands, Tachenbuch, 1995) et en français (Aube, 1998) mais aussi en japonais et en malais. L'empailleur de rêves figure parmi les lectures recommandées dans les collèges du royaume de Thaïlande[2].

## Œuvre traduite en français
- La nouvelle La libération des oiseaux, traduite par Marcel Barang[3] et publiée en Mai 1983 dans Le Monde diplomatique[4].
- Un extrait bilingue de Pentes raides, troncs lourds est traduit par Achara Chotibut et Jean-Claude Neveu[5].
- Le roman en entier L'empailleur de rêves (Pente raides, troncs lourds) est traduit en français par Marcel Barang, édition de l'Aube, 1998, 144 pages[6], puis réédité en 2007.